# Parafia św. Mikołaja w Dźwiersznie Wielkim
Parafia św. Mikołaja w Dźwiersznie Wielkim – rzymskokatolicka parafia w dekanacie Łobżenica diecezji bydgoskiej.
Została utworzona pomiędzy 1285 a 1360 r.
Do parafii należą wierni z miejscowości: Biegodzin, Dziegciarnia, Dźwierszno Małe, Dźwierszno Wielkie, Górowatki, Izdebki, Józefinowo, Klarynowo, Młynowo, Topola, Witrogoszcz, Witrogoszcz-Kolonia, Zawada.